# 鳴澤村
鳴澤村（日语：／ Narusawa mura */?）是位於日本山梨縣中南部的村，隸屬於南都留郡。轄區地處富士山山腳下的緩坡，且皆位於富士箱根伊豆國立公園的範圍內。當地人口集中在北部的鳴澤與大田和地區。鳴澤村以被指定為日本天然紀念物的鳴澤冰穴與青木原樹海等而聞名。村內也坐落著日本前內閣總理大臣安倍晉三生前的私人別墅。

## 地理

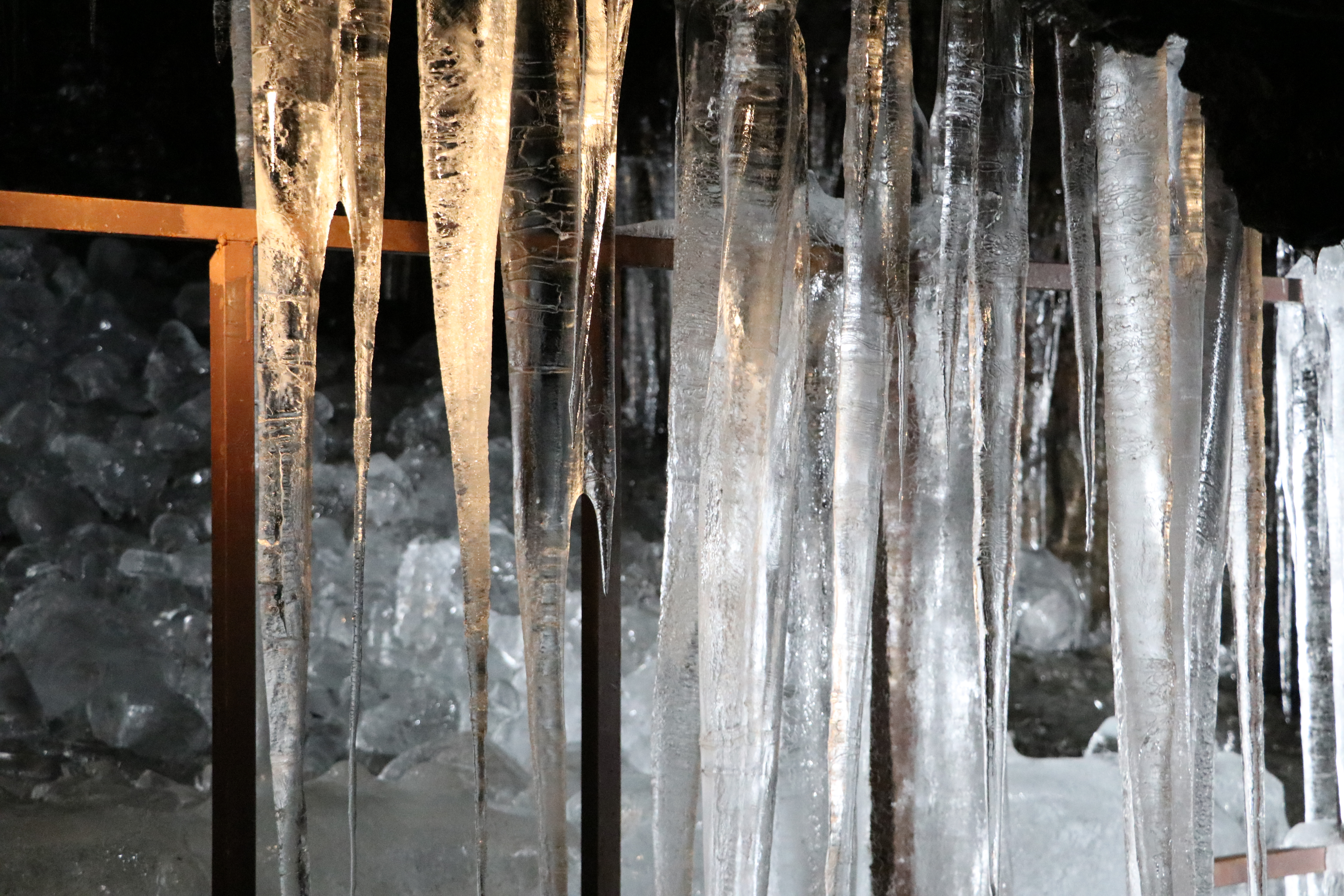
鳴澤冰穴內的冰柱

鳴澤村約88%的面積被森林覆蓋，其中87%為山梨縣擁有的林地。轄區地處富士山山腳下的緩坡，全域皆位於富士箱根伊豆國立公園的範圍內。北部隔著足和田山與富士河口湖町接壤，西部則為片蓋山、長尾山、弓射塚等火山，當地的聚落與農地則分布在海拔900至1000公尺的緩坡上。位於村內西北部的鳴澤冰穴是由富士山在貞觀大噴發時噴出的熔岩所形成的熔岩洞，並於近代被指定為日本的天然紀念物。而橫跨富士河口湖町與鳴澤村的青木原樹海則是在貞觀大噴發後所形成的熔岩台地上生長的原生林，並同樣於近代被指定為天然紀念物。

### 氣候

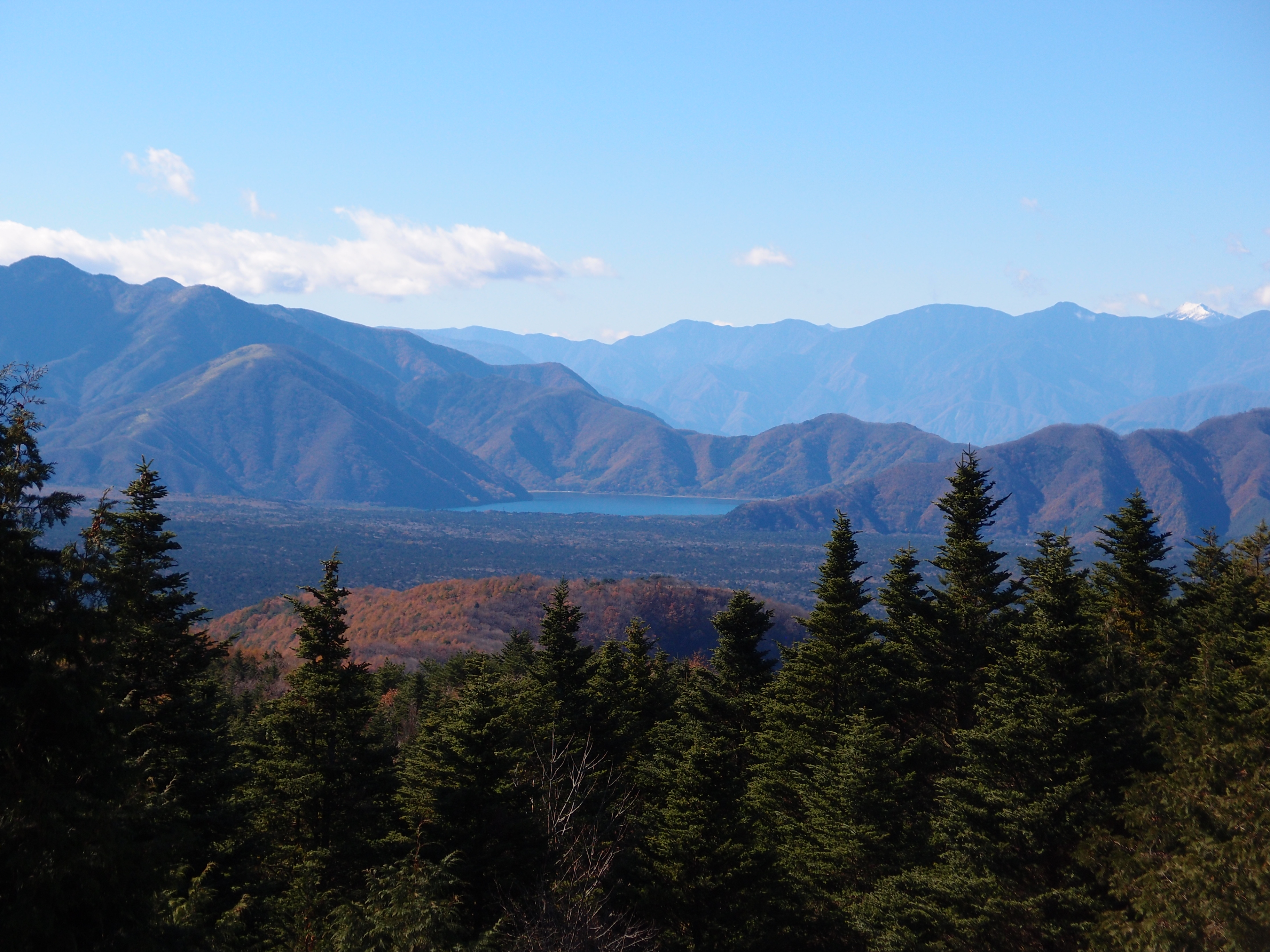
足和田山的山頂

由於鳴澤村所在地的地勢較高，因此夏季較為冷涼，且降雨多集中在該季節；冬季的降雪量則較少。

## 歷史
關於村名「鳴澤」的由來有諸多說法。其中一中說法為富士山的山頂附近在古時候有座池塘，當池水順著山谷流下時會發出如雷鳴般的聲響，故得名為「鳴澤」。
鳴澤地區在戰國時代由武田氏所統治。天正10年（1582年），武田氏在甲州征伐中滅亡後，當地改由德川氏支配。寬永10年（1633年），秋元泰朝拜領鳴澤在內的甲斐國都留郡共1萬8千石，當地則由秋元氏統治約70年。寶永元年（1704年），秋元喬知轉封至武藏國的川越藩後，鳴澤改由代官江川太郎左衛門支配，並持續至明治維新時期。
明治22年（1889年），日本實施町村制，並將鳴澤村與大嵐村進行合併。明治32年（1899年）5月16日，大嵐村從鳴澤村分離，形成現今的鳴澤村。2011年3月11日的東北地方太平洋近海地震在鳴澤村引發震度4的地震，並在當時造成山梨縣全縣停電。

## 人口
鳴澤村的總人口數自1980年便開始增加，至2010年達到最高峰2964人，隨後便呈現小幅度下滑的趨勢。至2015年的日本國勢調查時為2921人。當地的高齡人口數則在2000年超越幼年人口數，並在之後逐漸增加。而根據統計，2020年鳴澤村的高齡人口占比為34.4%，高於山梨縣和日本全國的平均值。
| 鳴澤村人口分布圖 |                                               |  |
| 鳴澤村與日本全國年齡別人口分布比較圖 （2005年資料） | 鳴澤村的年齡、男女別人口分布圖 （2005年資料） |  |
| ■紫色是鳴澤村 ■綠色是全国 | ■藍色是男性 ■紅色是女性                       |  |
| 鳴澤村人口變化 \| 1970年 \| 2,097人 \| \| \| 1975年 \| 2,136人 \| \| \| 1980年 \| 2,249人 \| \| \| 1985年 \| 2,455人 \| \| \| 1990年 \| 2,650人 \| \| \| 1995年 \| 2,784人 \| \| \| 2000年 \| 2,864人 \| \| \| 2005年 \| 2,958人 \| \| \| 2010年 \| 2,964人 \| \| \| 2015年 \| 2,921人 \| \| \| 2020年 \| 2,824人 \| \| |                                               |  |
| 資料來源：日本總務省統計中心提供之人口普查數據 |                                               |  |
| 1970年 | 2,097人                                       |  |
| 1975年 | 2,136人                                       |  |
| 1980年 | 2,249人                                       |  |
| 1985年 | 2,455人                                       |  |
| 1990年 | 2,650人                                       |  |
| 1995年 | 2,784人                                       |  |
| 2000年 | 2,864人                                       |  |
| 2005年 | 2,958人                                       |  |
| 2010年 | 2,964人                                       |  |
| 2015年 | 2,921人                                       |  |
| 2020年 | 2,824人                                       |  |

## 行政
現任村長小林茂澄於2023年4月在選舉中自動當選，其任期將持續至2027年4月。

## 經濟
根據日本2015年的國勢調查統計，鳴澤村的就業人口中約9.9%從事第一級產業，30.2%的就業人口從事第二級產業，其餘的50.9%則從事第三級產業。當地的就業人口多從事製造業，以及與日常生活相關的服務業和娛樂產業。鳴澤村的農業以種植高麗菜、玉米、藍莓、堇菜、牛蒡等作物為主，但近年來因就業人口高齡化等問題而導致耕地面積逐年減少。而村內也擁有數座滑雪場，每年冬季吸引許多遊客前來。

## 教育
鳴澤村內僅設有鳴澤小學校，為當地唯一的學校；而村內的中學生多前往位於富士河口湖町的河口湖南中學校就讀。根據2022年4月的統計，村內共有142名小學生。

## 交通

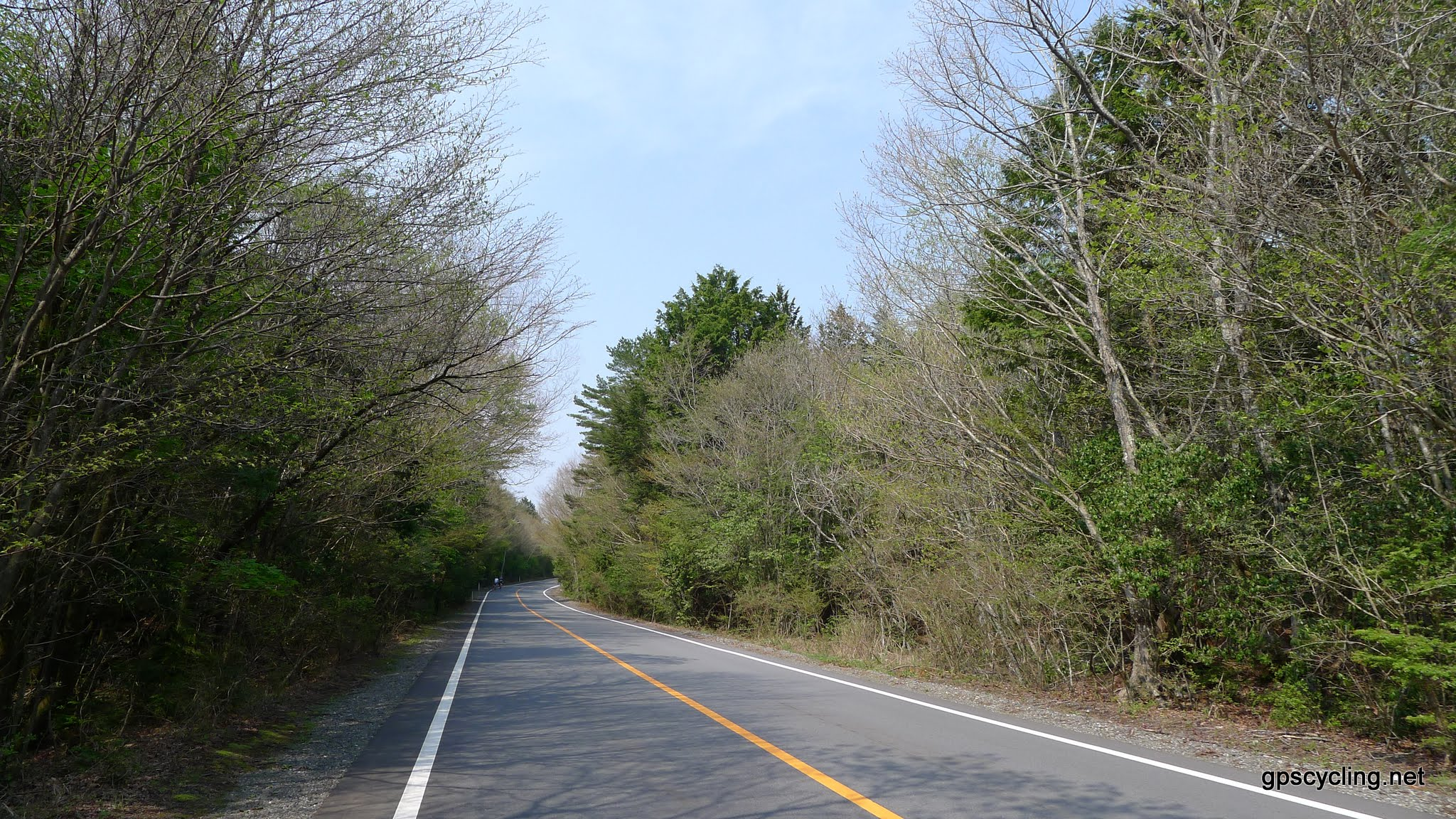
通過村內的靜岡縣道・山梨縣道71號富士宮鳴澤線

國道139號以東西向穿越鳴澤村的北部地區，並與靜岡・山梨縣道71號等道路連接，為當地的交通幹道。

## 友好城市
鳴澤村與以下外國行政區為友好城市:
| 國家 | 城市                                     | 締結日期  |
| ---- | ---------------------------------------- | --------- |
| 法國 | 塞利耶爾（勃根地-法蘭琪-康堤大區汝拉省） | 1996年7月 |

## 外部連結
- OpenStreetMap上有關鳴澤村的地理